# Spyware Terminator
Spyware Terminator es un software antispyware con protección en tiempo real, encargado de la eliminación de todo tipo de virus como trojanos, gusanos, rootkits, spyware, malware, etc. Fue desarrollado en el año 2005 por la empresa norteamericana Crawler teniendo su sede en Boca Ratón, Florida y su centro de desarrollo en Brno, República Checa.
DEFINICIONES del Virus SPYWARE
- Uno	de los efectos que provoca un Spyware es la lentitud de los Sistemas	Operativos y en la ejecución	de programas, porque	consumen recursos de la máquina, impidiendo que funcione	normalmente.
- El	Spyware infecta el Sistema	Operativo,	disminuyendo el rendimiento de la computadora.
- Son	pequeños programas que se instalan en nuestro sistema con la	finalidad de robar nuestros datos y espiar nuestros movimientos por	la red.
- El	objetivo del spyware	no es propagarse indiscriminadamente, sino permanecer oculto en el	ordenador tanto tiempo como sea posible.
- Estos	programas se mimetizan con aplicaciones legítimas, o se ocultan	bajo el formato de un archivo DLL, o como un registro del cual el	usuario promedio no suele tener constancia.
- Permanece	secretamente le permite recabar información sobre los mensajes, el	historial, y las preferencias del usuario, para fines publicitarios	y lucrativos.
- Es	un malware que	recopila información de un ordenador y después transmite esta	información a una entidad externa sin el conocimiento o el	consentimiento del propietario del ordenador.
- El	término spywaretambién se utiliza más ampliamente para	referirse a otros productos que no son estrictamente spyware.	Estos productos, realizan diferentes funciones, como mostrar	anuncios no solicitados (pop-up), recopilar información privada,	redirigir solicitudes de páginas e instalar marcadores de teléfono.
- Este	virus se auto instala en el sistema afectado de forma que se ejecuta	cada vez que se pone en marcha el ordenador (utilizando CPU y	memoria RAM, reduciendo la estabilidad del ordenador), y funciona	todo el tiempo, controlando el uso que se hace de Internet y	mostrando anuncios relacionados.
- El	spyware es un tipo de malware que los hackers utilizan para espiarte	con el fin de acceder a su información personal, detalles bancarios	o actividad en línea

Soluciones
- Para	eliminar un virus tenemos que hacer dos cosas: Determinar	si el ordenador realmente está infectado por spyware  Para	determinar si el ordenador está infectado o no, necesitamos un	software especializado en detectar e identificar virus.
- Eliminar	el malware:	Una vez que el malware está identificado la eliminación	es relativamente sencilla.
- Depende	mucho de la potencia que tenga el antivirus software. Más adelante	en este artículo, recomendamos dos antivirus software muy potentes	y fáciles de utilizar.
- Existen	varias aplicaciones para eliminar estas amenazas (los	mismos antivirus en su mayoría los eliminan, pero solo algunos).	Los programas más famosos son: Lavasoft	Ad-aware, Spybot	- Search & Destroy y Spyware	Blaster, aunque se recomienda el uso de los dos últimos.
- Determinar	si el ordenador realmente está infectado por spyware  Para	determinar si el ordenador está infectado.
- No,	necesitamos un software especializado en detectar e identificar	virus.
- Coleccionar	datos personales, sobre gustos (páginas web visitados etc.) y	vender esta información a terceros.
- Software	de espía: Programas que gente compra para espiar a su pareja o	empleados y eso no solo se limita en espiar páginas visitadas,	conversaciones chat y mail sino que también en espiar el móvil.
- Impedir	que aplicaciones, como Internet Explorer, se abran.
- El	software de seguridad puede mostrar también archivos de Windows	legítimos e importantes como infecciones.
- Los	mensajes de error o mensajes emergentes típicos podrían contener	las siguientes frases: advertencia el equipo está infectado  este	equipo está infectado por spyware

https://www.emezeta.com/articulos/spyware-eliminar-programas-espia
http://www.malware.es/soluciones/como-eliminar-spy
https://www.informatica-hoy.com.ar/aprender-informatica/Que-es-un-Spyware.php
http://www.maestrosdelweb.com/spyware/
https://www.internetlab.es/post/1584/virus-y-spyware/

## Características
- Eliminación de spyware: Spyware terminator eliminará gratuitamente cada amenaza según el tipo de amenaza y la peligrosidad que tenga.
- Actualizaciones gratuitas: Spyware terminator tiene la posibilidad de descargar e instalar las actualizaciones que quiera el usuario.
- Análisis programados: El usuario tiene la libertad de elegir cuando quiere analizar el pc con análisis programados.
- Integración de antivirus: Spyware Terminator ha incluido el antivirus F-PROT para tener un mejor control de los virus,F-PROT puede ser añadido a los análisis, protección en tiempo real y actualizaciones.

## Requerimientos del sistema
- 80 Mb de espacio libre en el disco duro
- Resolución de pantalla mínima de 800x600
- Sistema Operativo: Windows XP, Vista y 7 para un análisis y protección en tiempo real.